# Comasina (metropolitana di Milano)
Comasina è una stazione della linea M3 della metropolitana di Milano.

## Storia
La sua inaugurazione è avvenuta il 26 marzo 2011 alla presenza degli allora sindaco di Milano Letizia Moratti, presidente della Regione Lombardia Roberto Formigoni e viceministro delle Infrastrutture e dei Trasporti Roberto Castelli. Da quel giorno funge da capolinea settentrionale della linea.
L'apertura è avvenuta insieme a quella di altre tre stazioni, Affori FN, Affori Centro e Dergano.

## Strutture ed impianti
Comasina, come tutte le altre stazioni della linea M3, è accessibile ai disabili. Rientra inoltre nell'area urbana della metropolitana milanese.
Sorge nell'omonimo quartiere e presenta uscite solo in via Comasina.

## Interscambi
Nelle vicinanze della stazione effettuano fermata alcune linee urbane automobilistiche, gestite da ATM.
Nei pressi dell'impianto effettua inoltre fermata una linea automobilistica interurbana gestita da AirPullman.
- Fermata autobus

## Servizi
La stazione dispone di:
- Accessibilità per portatori di handicap
- Ascensori
- Scale mobili
- Emettitrice automatica biglietti
- Servizi igienici
- Stazione video sorvegliata
- Bar